# 中央军委训练管理部部队管理局
中央军委训练管理部部队管理局，位于北京市，是中央军委训练管理部下属局，负责全军部队管理工作。

## 沿革
在深化国防和军队改革中，2016年1月组建中央军委训练管理部。中央军委训练管理部新设中央军委训练管理部部队管理局，负责军容风纪、营院管理等在内的部队管理工作。

## 历任局长
| 中央军委训练管理部部队管理局局长 | 中央军委训练管理部部队管理局副局长 |